# Wladimir Arabadschiew
Wladimir Arabadschiew (bulgarisch Владимир Арабаджиев; * 16. März 1984 in Plowdiw) ist ein ehemaliger bulgarischer Rennfahrer.

## Karriere
Nachdem Arabadschiew seine Motorsportkarriere im Kartsport begonnen hatte, wechselte er 2006 in den Formelsport. Er machte seine ersten Erfahrungen in der italienischen Formel-3-Meisterschaft und wurde dort Elfter im Gesamtklassement. 2007 startete der Bulgare in die Euroseries 3000, in der er den siebten Gesamtrang belegte. 2008 wechselte er zu JD Motorsport und startete sowohl in der italienischen, als auch in der internationalen Formel Master. Während er in der internationalen Formel Master mit einem Sieg den siebten Gesamtrang belegte, gewann er mit vier Siegen die Vizemeisterschaft der italienischen Formel Master hinter Marcello Puglisi. 2009 blieb Arabadschiew bei JD Motorsport und bestritt seine zweite Saison in der internationalen Formel Master. Er erreichte zwar fünf Podest-Platzierungen, ein Sieg gelang ihm aber nicht. Somit belegte er am Saisonende hinter seinen beiden Teamkollegen Sergei Afanassjew und Josef Král den siebten Platz in der Fahrerwertung.
In der Saison 2009/2010 der GP2-Asia-Serie ging Arabadschiew für das Rapax Team (ehemals Piquet GP) an den Start. Am Saisonende belegte er punktelos den 20. Gesamtrang. Für die Saison 2010 der regulären GP2-Serie erhielt der Bulgare ein Cockpit bei der Scuderia Coloni. Für die letzten beiden GP2-Rennwochenenden der Saison ersetzte Coloni ihn durch den Neuseeländer Brendon Hartley. Am Saisonende belegte er den 29. Gesamtrang. Außerdem trat er für DAMS zum ersten Rennwochenende der von Coloni organisierten Serie Auto GP an, in der er bereits 2007, als die Meisterschaft Euroseries 3000 hieß, engagiert war. Mit einem Sieg belegte er den elften Gesamtrang. Im November nahm Arabadschiew für Lotus Racing zum ersten Mal an Formel-1-Testfahrten teil.

## Statistik

### Karrierestationen
- 2006: Italienische Formel-3-Meisterschaft (Platz 11)
- 2007: Euroseries 3000 (Platz 7)
- 2008: Internationale Formel Master (Platz 7); italienische Formel Master (Platz 2)
- 2009: Internationale Formel Master (Platz 7)
- 2010: GP2-Serie (Platz 29); Auto GP (Platz 11); GP2-Asia-Serie (Platz 20)
- 2010: Formel 1 (Testfahrer)